# 桑德維爾 (喬治亞州)
桑德斯維爾（英語：Sandersville）是一個位於美國喬治亞州華盛頓縣的城市。根據2010年美國人口普查，該地人口為5912人，而該地的面積約為23.90平方千米。同時該地也是華盛頓縣的縣治。

## 地理
桑德斯維爾的座標為32°58′55″N 82°48′35″W / 32.98194°N 82.80972°W，而該地的平均海拔高度為136米（即446英尺）。